# Pölven
De Pölven is een berg in Oostenrijk, in Tirol. De Pölven komt uit het Unterinntal omhoog. De berg heeft twee toppen, de Kleine Pölven en de Große Pölven. De laatste heeft een hoogte van 1595 m (m.ü.A.). De top is te bereiken langs een klettersteig. Vanaf de top heeft men uitzicht over de Hohe Salve, Bad Häring, het Unterinntal, het Kaisergebergte, de Loferer Steinbergen en Söll. De berg is weinig toeristisch. Er wordt mergel en kalksteen gewonnen voor de cementindustrie in Kirchbichl.